# Kerta Dewa
Kerta Dewa is een bestuurslaag in het regentschap Musi Rawas van de provincie Zuid-Sumatra, Indonesië. Kerta Dewa telt 1396 inwoners (volkstelling 2010).